# Lillared-Klövaberget
Lillared-Klövaberget är ett naturreservat i Breareds socken i Halmstads kommun i Halland.

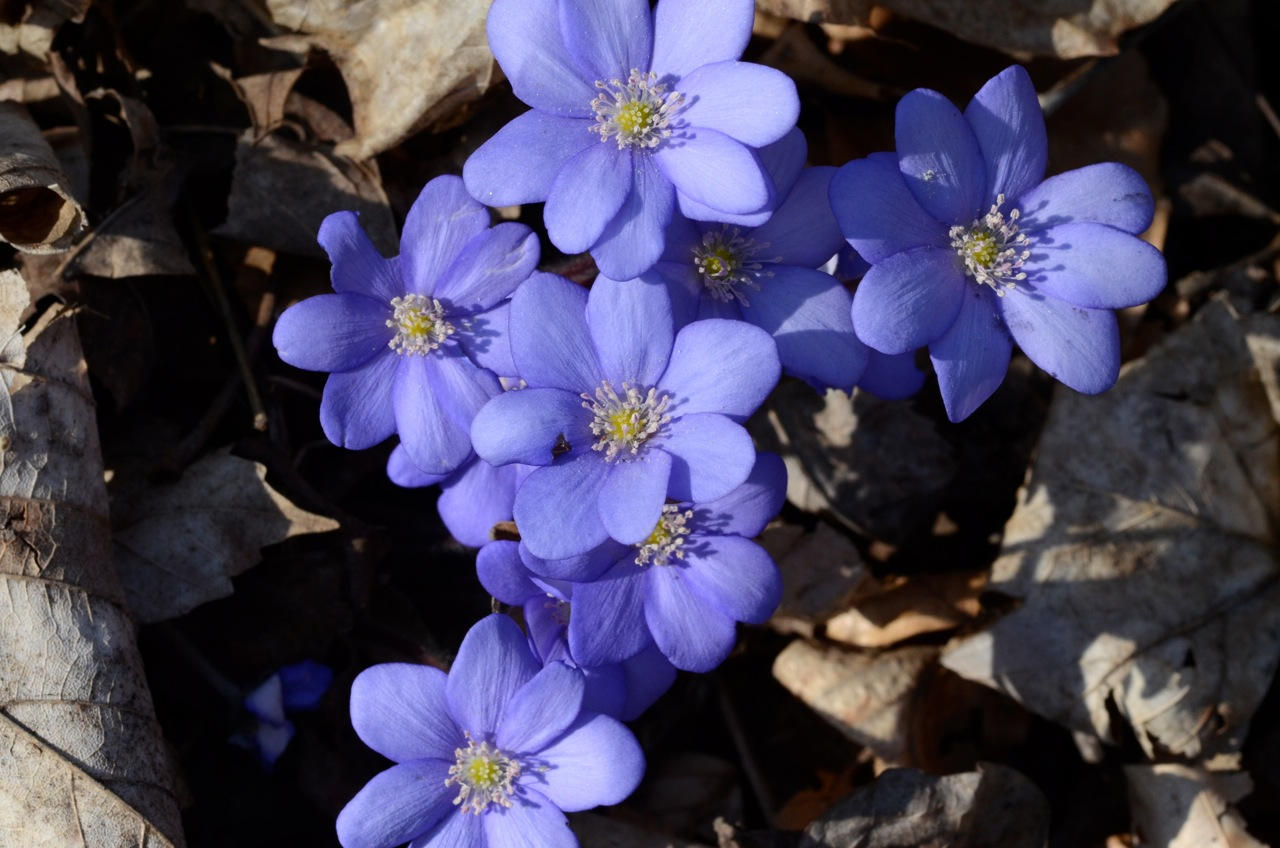
Blåsippa

Reservatet har en varierande skogsmiljö där bok dominerar. Här finns kuperad terräng med bäckar och mäktiga bergsbranter. Stigar leder besökaren genom olika skogstyper. Ovanliga lavar och mossor förekommer liksom blåsippa på våren. I reservatet växer skirmossa, Hallands landskapsmossa. I den fuktiga delen av skogen lever många snäckor och sniglar. De kallas även landmollusker. Man har funnit 18 olika arter i detta område.
Vid Klövaberget finns en 20 m hög klippbrant. Från toppen har man utsikt över området. Den höga bergsväggen används för bergsklättring. Reservatet är skyddat sedan 1991 och omfattar 87 hektar. Det beläget 1 km norr om Simlångsdalen.